# 清瀬市立図書館
清瀬市立図書館（きよせしりつとしょかん）とは、東京都清瀬市が設置する公共図書館、および図書貸出サービスを指す。
清瀬市では、1974年（昭和49年）の清瀬市立中央図書館の誕生以来、元町、下宿、野塩、竹丘の各地域に分館が設置され、1995年（平成7年）の駅前図書館の新設で6館となる。
長らくそれら6館で図書館事業を営んでいたが、貸出者数の減少等を理由に、市は下宿、野塩、竹丘、そして中央の各図書館を2025年（令和7年）3月に廃止した。また、同年4月から図書の宅配サービス「おうち図書館」を導入した。

## 沿革

### 公民館図書室時代
1961年（昭和36年）に公民館内に図書室が開室する。

### 図書館の誕生
1974年（昭和49年）8月、市内で初めての図書館、中央図書館が開館する。なお、これによって公民館図書室はその役目を終えた。

#### 年表
- 1961年（昭和36年） - 公民館に図書室が開室
- 1974年（昭和49年）8月15日 - 中央図書館が開館
- 1976年（昭和51年）8月1日 - 元町図書館が開館
- 1977年（昭和52年）8月5日 - 下宿図書館が開館
- 1982年（昭和57年）7月21日 - 野塩図書館が開館
- 1994年（平成6年）7月13日 - 竹丘図書館が開館
- 1995年（平成7年）9月15日 - 駅前図書館が開館
- 1995年（平成7年）12月19日 - 元町図書館が児童書専門の元町こども図書館として開館
- 2025年（令和7年）3月31日 - 下宿、野塩、竹丘、そして中央の4つの図書館が廃止
- 2025年（令和7年）4月1日 - 駅前図書館に児童コーナーが設置。図書の宅配サービスである「おうち図書館」が運営開始